# Habituação

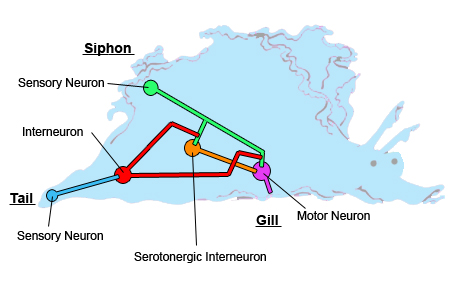
Exemplo de circuito neuronal da espécie (Aplysia) estudada por Kandel (1984) em seus experimentos

Habituação literalmente originado de habituar-se, criar hábito (Do lat. habitu). Em psicologia, refere-se a uma forma de forma de aprendizagem. Segundo Ernest R. Hilgard (1904-2001) professor de psicologia da Universidade Stanford  é um dos quatro tipos básicos de aprendizagem, sendo esta a forma mais simples, distinguindo-se dos processos de aprendizagem descrito nas teorias e experimentos conhecidos como "condicionamento clássico" e "condicionamento operante" ou o grupo de teorias que descrevem a "aprendizagem complexa".
Habituação é um exemplo de aprendizagem não associativa em que ocorre uma diminuição automática na intensidade de uma resposta a um estímulo repetitivo, fraco, sem consequências sérias, que permite, por exemplo, ignorar estímulos como ruídos, o tic tac de um relógio etc. Ainda segundo Hilgard (oc. p 282) trata-se de um processo que ocorre em quase todos os níveis do reino animal relacionado ao fenômeno similar que se denomina "sensibilização" ou o processo pelo qual um organismo aprende a intensificar sua reação a um estímulo se um efeito doloroso ou ameaçador que dele advém.
Em 1943, Harris  em sua clássica revisão, denominou a "habituação" por "inativação ativada" ou "estimulada" comparando-a  ao conhecido processo de "extinção" descrito nos experimentos behavioristas como: a ruptura da conexão entre uma resposta operante e seu reforçador. 
Contudo com afirmado anteriormente trata-se de um exemplo de aprendizagem não associativa, ou perene e deve-se distinguir os desempenhos que implicam numa retenção breve, com apagamento subsequente de outras que envolvem operações que permanecem por toda vida. Segundo Milner  deve-se observar também que algumas exigem um esforço voluntário enquanto que outras ocorrem involuntariamente o que pode nos indicar que as diferentes formas de aprendizagem envolvem não só circuitos neurais diferentes com também diferente mecanismos neurais fundamentais.

## Habituação X sensibilização
Em experimentos realizados por Kandel (1991) com estimulação de um caracol com suave toque, repetidas vezes, observou-se que inicialmente ele reage, mas depois cerca de 10 ensaios ele se habitua ao toque e este comportamento está associado a uma diminuição na quantidade de neurotransmissor segregada. Demonstrou-se também que em experimentos que se o estímulo empregado era incômodo (associado a um forte estímulo na cauda no caso) como nos experimentos de "sensibilização", ocorria um acréscimo na quantidade de neurotransmissor segregada pelo neurônio emissor. 
Segundo Hawkins e Kandel (1984) tanto a resposta de sensibilização como as ocorridas no "condicionamento clássico" envolvem mudar a resposta a um estimulo fraco a partir de outro estímulo mais forte, sugerindo que estes dois tipos de aprendizagem podem ter uma base neural semelhante. 